# Reprezentacja Turkmenistanu w koszykówce mężczyzn
Reprezentacja Turkmenistanu w koszykówce mężczyzn – drużyna, która reprezentuje Turkmenistan w koszykówce mężczyzn. Za jej funkcjonowanie odpowiedzialny jest Turkmeński Związek Koszykówki.
Nigdy nie zakwalifikowała się do udziału w igrzyskach olimpijskich, mistrzostwach świata oraz mistrzostwach Azji (w 2011 roku startowała w eliminacjach do ostatniej z tych imprez). 
W 2010 roku reprezentacja Turkmenistanu w koszykówce mężczyzn wzięła udział w turnieju koszykarskim podczas Igrzysk Azjatyckich 2010, jednak po porażce z Mongolią odpadła w eliminacjach.